# Remparts de Rennes

Les remparts de Rennes à la fin du XVe siècle.

Les remparts de Rennes sont une série de murailles érigées entre les IIIe et XVe siècles pour protéger Rennes, une ville située actuellement dans le département français d'Ille-et-Vilaine en région Bretagne.
Le premier rempart, érigé à cause des troubles qui secouent l’Empire romain, et délimitant ce qu’on appelle au Moyen Âge la Vieille Cité, est complété par deux enceintes distinctes érigées coup sur coup au XVe siècle, enclosant respectivement la Ville Neuve et la Nouvelle Ville. Cependant, les progrès rapides de l’artillerie à poudre noire à cette époque d’une part, et l’union de la Bretagne à la France qui propulse les frontières très loin à l’est d’autre part, rendent obsolète le très coûteux ouvrage achevé depuis à peine un quart de siècle.

## Situation

Situation des remparts par rapport à la ville gallo-romaine et la ville actuelle :
Emprise de la ville gallo-romaine
Territoire communal actuel
- Enceintes

La première enceinte fut construite au sud-ouest de la ville romaine, le long de la Vilaine. La seconde fut construite pour protéger les faubourgs situés à l’est de la première, et la dernière enceinte une partie de ceux situés au sud de la Vilaine.
Après l’union de la Bretagne à la France, la ville a pu s’étendre librement dans toutes les directions autour des remparts, et la zone autrefois protégée par les remparts ne constitue plus qu’une petite partie du centre de la ville actuelle.

## Enceinte romaine

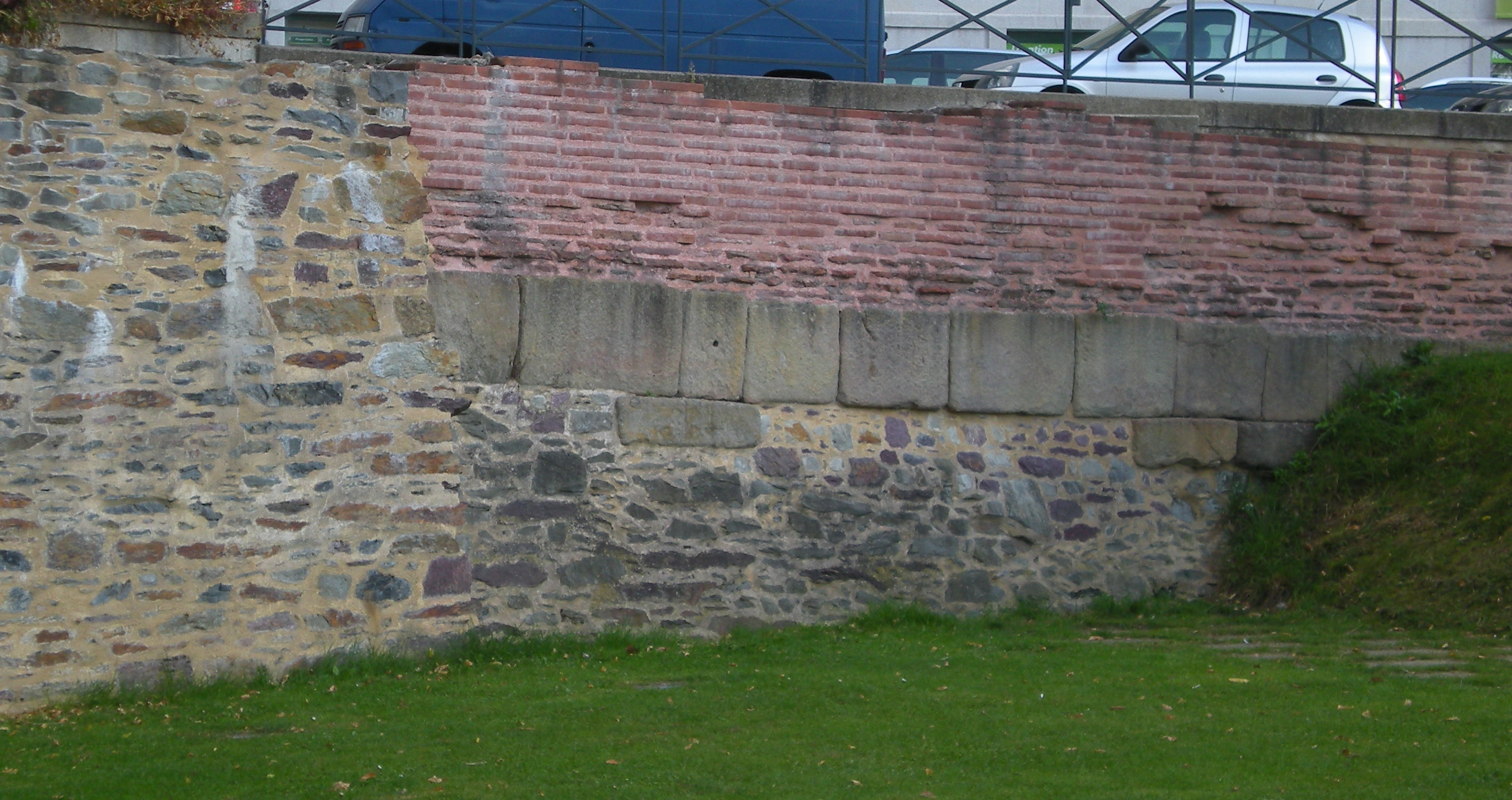
Un pan du mur romain, le long de la rue de la Monnaie.

Jusqu’au début du IIIe siècle, la ville, alors appelée Condate, peut se développer librement sans avoir à s’enfermer derrière des murailles, jusqu’à atteindre une superficie d’environ 100 ha. Toutefois, la crise qui secoue l’empire durant la seconde moitié de ce siècle change radicalement la donne : Rennes est pillée à cette époque, comme de nombreuses autres cités gallo-romaines. La majeure partie de la ville est alors rasée et les matériaux sont récupérés pour l’édification d’un très solide rempart bâti avec soin sur la colline du confluent, qui a servi jusqu’à la fin du XVe siècle, et dont la solidité a posé de sérieux problèmes lors de sa démolition au XXe siècle,.
Cette enceinte, que Jean-Claude Meuret qualifie de castrum mesure 1 200 mètres de long pour une surface de neuf hectares, et vaut à la ville son surnom d’Urbs rubra (« La ville rouge »), le mur étant principalement constitué de briques.

### Composition du mur
Sur une base composée de gros blocs de granit, d’une largeur d’environ quatre mètres, un premier massif de briques permet d’égaliser le soubassement. Ensuite, le mur est constitué d’une alternance entre assises de briques et de moellons, jusqu’à plus de six mètres de haut. La face externe du mur est décorée : les briques et les moellons sont par endroits disposés en arête de poisson, en d’autres endroits des pierres blanches forment des motifs de losange ou de triangle. Ces ornements ont pour but de souligner la puissance et le prestige de la cité des Riedones.
Le long de la Vilaine, l’ouvrage est renforcé de plusieurs lignes de pieux en avant du mur, d’une longueur variant entre 1,50 m à 2,80 m.

### Ouvertures
Le mur est, selon Jean-Claude Meuret, percé de quatre portes et quatorze tours, mais il n’indique pas lesquelles. Son texte est accompagné d’un dessin de Véronique Bardel montrant dix tours, trois portes (situées aux emplacements des portes Mordelaises, de la porte Saint-Michel, et la troisième, notée « Grande porte » au niveau de l’actuelle rue de l’Horloge) et deux poternes, une située rue du Cartage et l’autre rue Rallier du Baty.
Louis Pape parle également de quatre portes, mais il précise qu’il s’agit d’une supposition des archéologues du XIXe siècle basée sur le fait que c’est le nombre de portes que possède la ville romaine idéale. Il liste lesdites portes : les portes Mordelaises, la porte Saint-Michel, la porte Baudrière — dont il dit qu’ayant été détruite au XVe siècle, on ne peut vérifier si elle est réellement d’origine gallo-romaine —, et la porte Arrivière (Porta Aquaria) dont il dit qu’elle n’était sans doute qu’une poterne donnant sur les quais. Lui aussi mentionne les deux poternes donnant sur les actuelles rues du Cartage et Rallier du Baty.

### Entretien du mur
Jusqu’au XVe siècle, l’enceinte est entretenue et modernisée à plusieurs reprises, sans toutefois connaître d’extensions notables. Elle est également réparée après les nombreux sièges que subit la ville, notamment après celui de Nominoë en 845 ou 850.
Les principaux travaux d’amélioration de la muraille ont lieu au XIe siècle quand le comte Geoffroy Grenonat, qui se trouve en opposition avec les ducs, fait renforcer les défenses vers Saint-Georges, puis vers 1230 lorsque Pierre Mauclerc, alors baillistre de Bretagne et en butte avec le pouvoir royal français, dote la ville d’une seconde ligne de défense, sous la forme de fossés appelés fossés Gahier. Son successeur Jean Ier le Roux fait réparer les portes et les tours dont l’état s’était dégradé.

## Agrandissements auXVesiècle

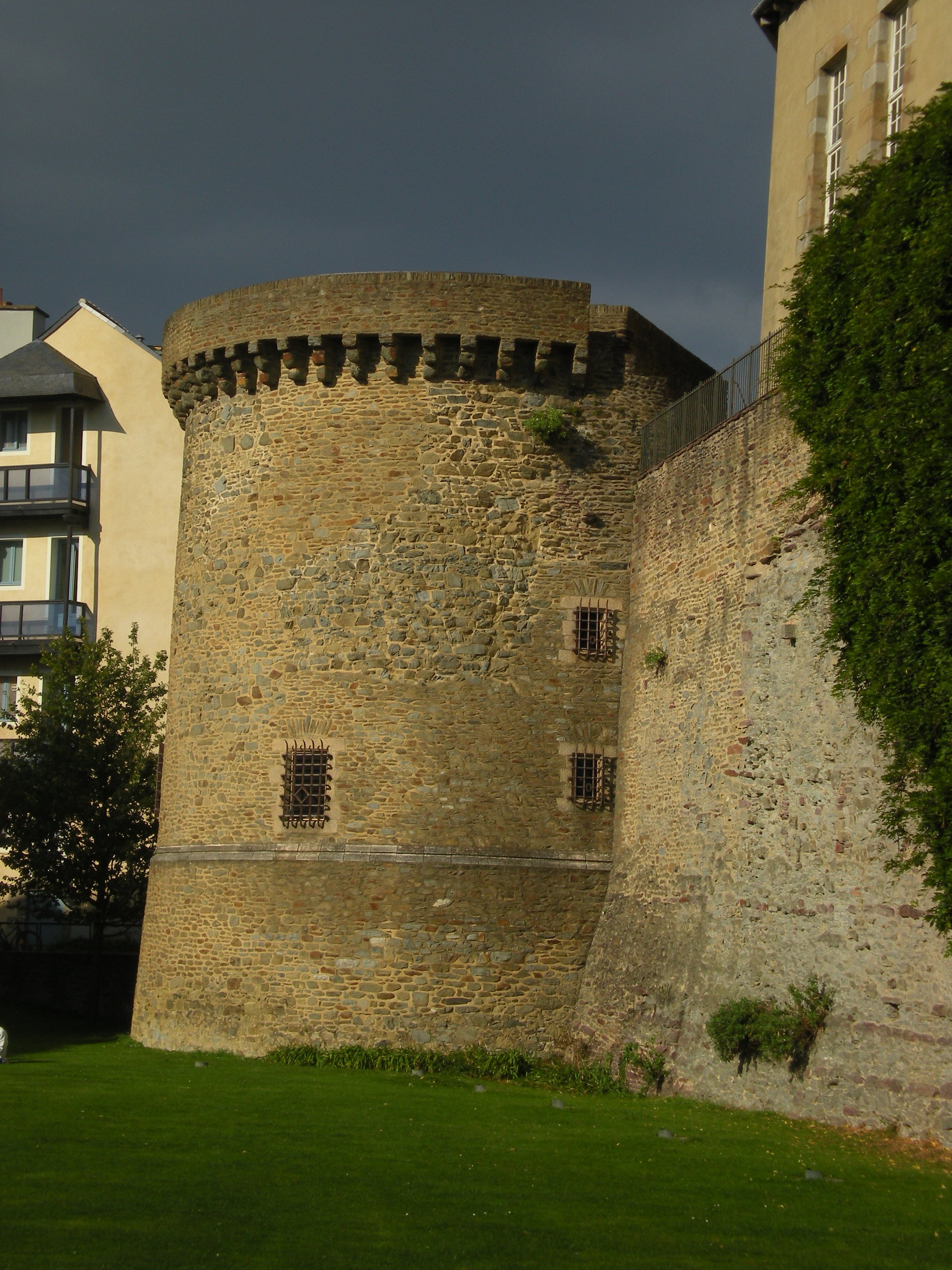
La tour Duchesne a été reconstruite pendant la construction de la seconde enceinte.

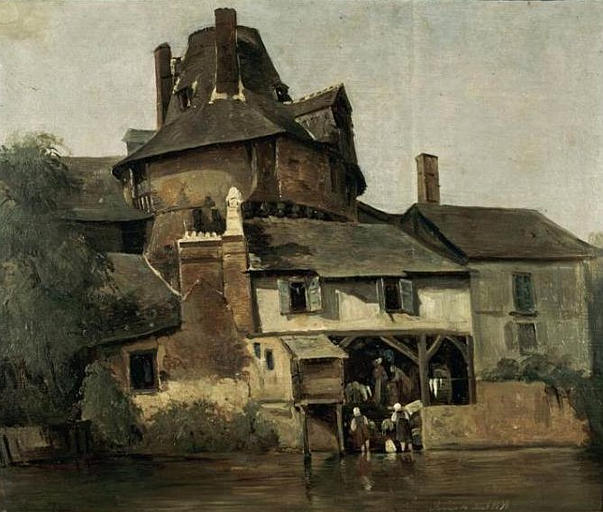
Joseph Édouard de Gernon, La Tour d’Apigné à Rennes (vers 1836), musée des Beaux-Arts de Rennes. Lavoir au pied de la tour d’Apigné.

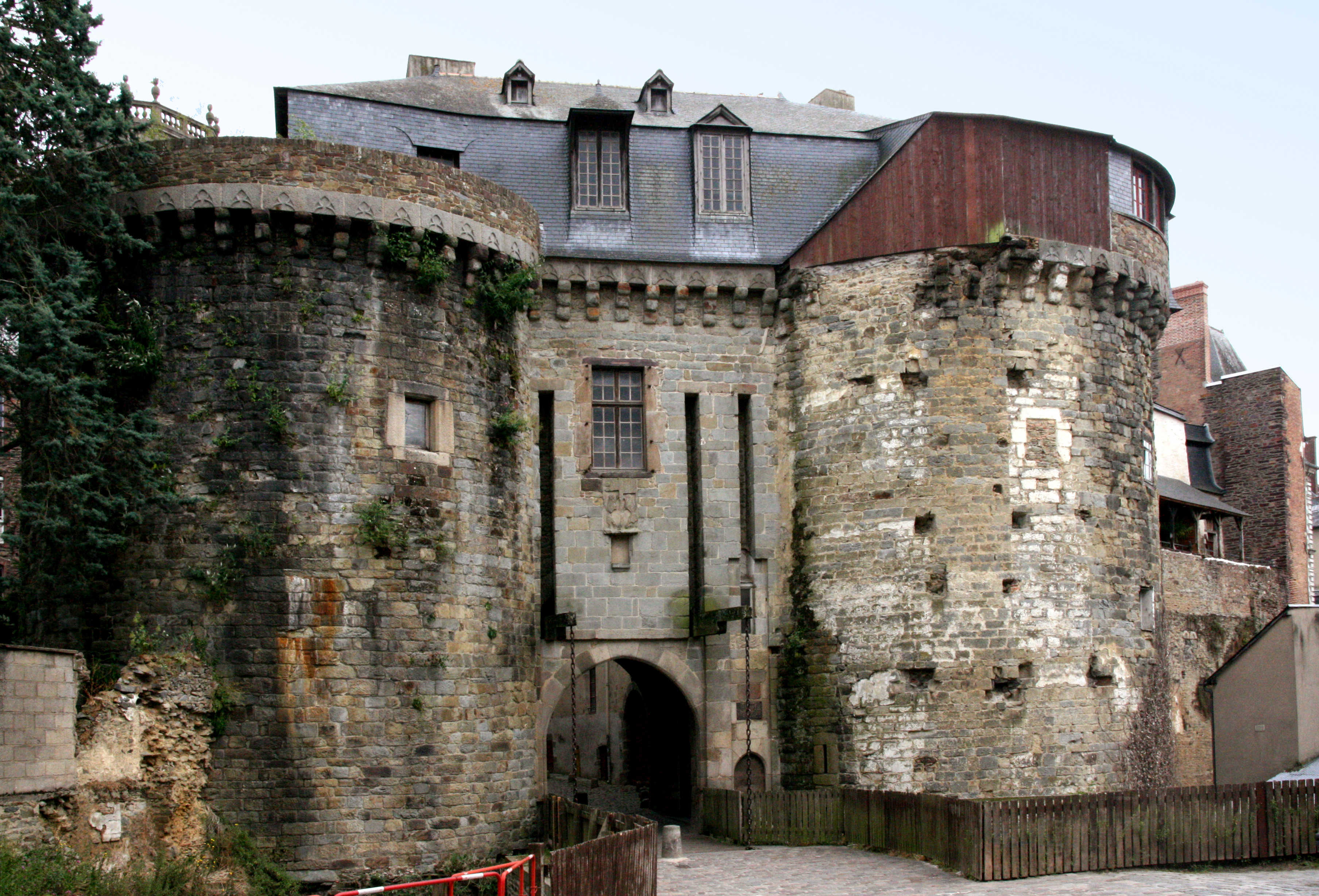
La porte Mordelaise a également pris son aspect actuel durant cette période.

Au XVe siècle, la population de Rennes s’est étendue au point que, d’après le chroniqueur Guillaume Gruel, les faubourgs sont trois fois plus étendus que la ville. Rennes est également devenue la ville la plus importante du duché au niveau politique : c’est la ville où se déroule le sacre d’un duc, et où sont conservés les symboles de son pouvoir.
Enfin, durant la première moitié du XVe siècle, les campagnes sont sillonnées par des bandes de routiers qui se livrent à des pillages en prétendant se ravitailler. On signale ainsi une bande de mercenaires écossais installés dans l’abbaye de Saint-Sulpice, en 1426, qui se livrent à des raids jusqu’aux portes de Rennes.
Pour toutes ces raisons, le duc Jean V (sur conseil du connétable Arthur de Richemont, d’après la tradition) prend donc la décision de faire étendre les remparts de la ville. Deux enceintes successives sont ainsi construites, portant la surface fortifiée à quatorze hectares. L’ouvrage est ensuite complété de boulevards destinés à protéger de l’artillerie à poudre, dont les progrès sont constants au XVe siècle. Tous ces travaux sont très coûteux et nécessitent la mise en place de nouveaux impôts, dont le principal est le billot qui porte sur les vins vendus au détail.

### La seconde enceinte
Une première série de travaux, entre 1421 et 1448, permet de protéger les faubourgs situés à l’est de la Vieille Cité. La zone nouvellement enclose, qui prend le nom de Ville Neuve comprend dans sa partie ouest un quartier de commerçants et d’artisans, et dans l’autre partie, une zone beaucoup moins densément peuplée, où s’étendaient l’abbaye Saint-Georges, le couvent des Franciscains et l’église Saint-Germain.
Les travaux se sont déroulés en trois étapes : de 1421 à 1425, la rue Neuve est aménagée, puis des douves sont creusées et doublées de palissades de bois. De 1425 à 1427, ces palissades sont renforcées d’une série de fortins en bois, puis durant vingt ans à partir de l’année suivante, la troisième vague de travaux permet de construire douze solides tours de pierre, reliées par une courtine de huit mètres de haut, à la place des fortins de bois.
La tour Le Bart tire son nom du connétable de Rennes chargé de sa construction, transformée en prison au XVIIe siècle, et  démolie en 1840, est le principal ouvrage de la muraille, avec ses 22 mètres de haut et ses quatre étages intérieurs. Elle se situait du no 14 au no 20 de l'actuelle rue des Fossés.
La porte aux Foulons, quant à elle, est une copie d’une des tours du château de Blain : il s’agit d’une tour haute de 19 mètres traversée de part en part par le passage.
En parallèle de la construction de cette nouvelle enceinte, les murs de la Vieille Cité sont restaurés, de même que la porte Mordelaise (de 1442 à 1452) et la tour Duchesne (de 1447 à 1459).

### La troisième enceinte
Une troisième enceinte est construite de 1449 à 1476 pour protéger les quartiers situés au sud de la Vilaine, qui se développent rapidement le long des grands axes, la paroisse de Toussaints, ainsi que le couvent des Carmes construit en 1448. Ce rempart renferme cependant un habitat plus lâche que les deux autres, une bonne part de la zone sud de la Vilaine étant marécageuse et parcourue de ruisseaux insalubres.
Là aussi, des douves sont creusées (par des terrassiers lamballais), puis doublées par une muraille de huit mètres de haut pour une épaisseur à la base de 3,20 m, complétée par des tours de 14,50 m de haut équipées pour l’artillerie à poudre noire.
Cependant, les entrepreneurs chargés de l’édification de ce rempart, peu soigneux, lésinent sur la qualité du travail, utilisant des matériaux de mauvaise qualité et des employés non qualifiés, sous-payés et mal encadrés. Un rapport de 1460 établit ainsi que les murs et les tours, qui ont pourtant moins de dix ans, sont déjà fissurés et incapables de résister aux canons ennemis.

### Les «boulevards»
À partir de 1464, les relations entre la Bretagne et la France se dégradant, on décide de compléter les murs par des ouvrages avancés, plus aptes à résister aux canons : des « boulevards » protègent les principales portes, il s’agit de bastions avancés de forme ovale, percés de canonnières destinées à maintenir l’ennemi à distance.

### Une quatrième enceinte
En 1485, François II envisage la construction d’une quatrième enceinte, destinée à protéger les faubourgs qui ne sont toujours pas à l’intérieur des remparts, mais doit renoncer face au coût de l’opération.

## Tours et portes
| Nom                                                                                                   | Localisation                                                      | Construction | Destruction | Commentaires / origine |
| --- | ----------------------------------------------------------------- | ------------ | ----------- | --- |
| Tour Saint-Denis                                                                                      | 1re enceinte                                                      |              |             | |

Les remparts de Rennes (selon Carré), début XVIIe siècle.

| - Tour de la Monnaie - Tour Duchesne                                                                  | 1re enceinte, 48° 06′ 40,27″ N, 1° 41′ 06,88″ O                   |              | Subsiste    | Classée MH. - De l’hôtel de la Monnaie. - De Jehan du Chesne, grand portier de Rennes et premier habitant de la tour.                                        |
| - Porte Mordelaise - Porte royale, porte ducale ou porte épiscopale. - Porte Marat (à la révolution). | 1re enceinte, 48° 06′ 43″ N, 1° 41′ 05″ O                         |              | Subsiste    | Inscrite MH. - De Mordelles, ville proche. - De sa fonction de porte d’entrée dans la ville pour les rois, ducs, évêques, etc. - De Marat.                   |
| Tour Saint-Moran                                                                                      | 1re enceinte                                                      |              |             | |
| Porte Saint-Michel                                                                                    | 1re enceinte                                                      |              |             | |
| Porte Jacquet                                                                                         | 1re enceinte                                                      |              |             | |
| Porte Baudrière                                                                                       | 1re enceinte                                                      |              |             | |
| Porte Aivière                                                                                         | 1re enceinte                                                      |              |             | |
| Porte aux Foulons                                                                                     | 2e enceinte                                                       |              |             | |
| Tour Le Bart                                                                                          | 2e enceinte                                                       |              |             | |
| Porte Saint-Georges                                                                                   | 2e enceinte                                                       |              |             | |
| Tour du Colombier                                                                                     | 2e enceinte                                                       |              |             | |
| Tour des Nonnes                                                                                       | 2e enceinte                                                       |              |             | |
| Tour des gués Saint-Georges                                                                           | 2e enceinte                                                       |              |             | |
| Porte Saint-Germain                                                                                   | 2e enceinte                                                       |              |             | |
| Tour Morin                                                                                            | 2e enceinte                                                       |              |             | |
| sans nom                                                                                              | 2e enceinte                                                       |              |             | |
| Porte de Vilaine                                                                                      | 2e enceinte                                                       |              |             | |
| Tour d’Apigné                                                                                         | 2e enceinte                                                       |              |             | |
| Tour Saint-Yves                                                                                       | 3e enceinte                                                       |              |             | |
| Porte du champ-Dolent                                                                                 | 3e enceinte                                                       |              |             | |
| Tour de Chicognée                                                                                     | 3e enceinte                                                       |              |             | |
| Porte de Toussaints                                                                                   | 3e enceinte                                                       |              |             | - De la paroisse et l'église Toussaints. |
| - Tour des Carmes (Tour de derrière les Carmes) - Tour Uguet - Tour Meslin                            | 3e enceinte (act. au début du boulevard de la Liberté, côté pair) |              | vers 1860   | - Du couvent des Carmes. - Du nom de Pierre Uguet, propriétaire original du terrain. - Du nom de Martin Meslin, un de ses locataires à la fin du XVe siècle. |
| Tour de Plaisance                                                                                     | 3e enceinte                                                       |              |             | |
| Porte de Villeblanche                                                                                 | 3e enceinte                                                       |              |             | De Henri de Villeblanche, gouverneur de Rennes au XVe siècle.                                                                                                |
| Tour Gaye                                                                                             | 3e enceinte                                                       |              |             | |
| Tour de Luxembourg                                                                                    | 3e enceinte, quai Richemond                                       |              |             | De Jacques de Luxembourg, gouverneur de Rennes au XVe siècle.                                                                                                |

## Les remparts de Rennes aujourd’hui

Position des derniers restes des remparts de Rennes.

La majeure partie des remparts a été démolie au cours des siècles. Ce mouvement commence dès le XVe siècle : les parties rendues inutiles des remparts sont vendues et démolies pan par pan. Les nouveaux remparts, de mauvaise qualité, sont rapidement détruits au cours des siècles suivants, de sorte qu’il n’en reste aujourd’hui presque plus rien en surface.
Il ne reste aujourd’hui des défenses de Rennes qu’un fragment de rempart allant de la place du Maréchal-Foch à la rue de Juillet, incluant les portes Mordelaises et la tour Duchesne,, et un autre situé entre les places Saint-Michel et Rallier du Baty. Il resterait 30% de l'enceinte au nord de la Vilaine, conservée en sous-sol, dans les caves ou sous la voirie.
Les vestiges de l’enceinte urbaine fortifiée situés entre la place du Maréchal Foch et la rue de Juillet ont été inscrits parmi les monuments historiques par arrêté du 18 octobre 2018.

### Projet de mise en valeur des remparts

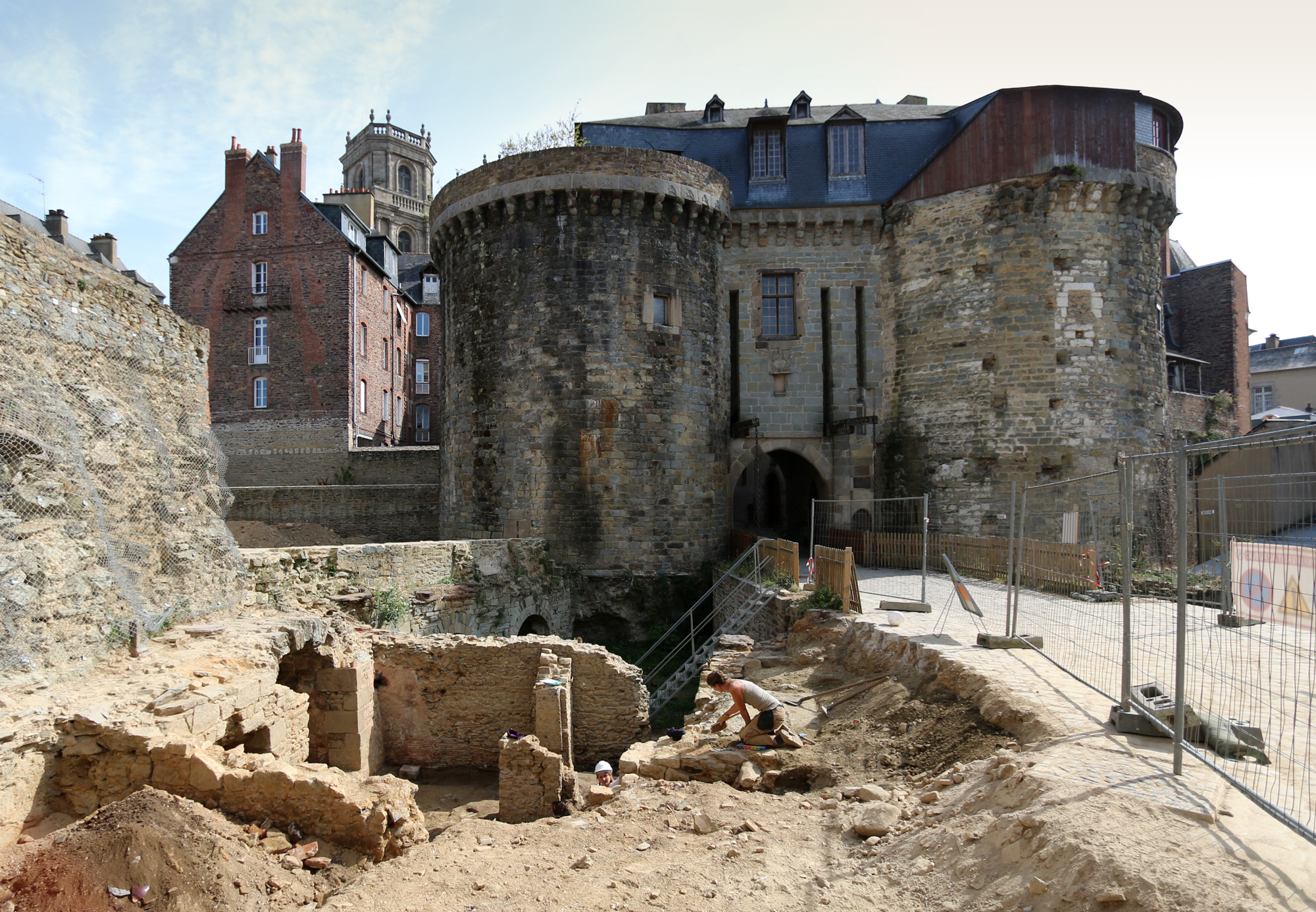
La porte mordelaise et les fouilles archéologiques en septembre 2014.

Au fil des années, les portes mordelaises ont un peu perdu de leur superbe, en raison notamment de leur position enclavée dans le centre historique de la ville. Cet isolement les empêche d'être mieux connues des rennais et touristes[réf. nécessaire] alors qu'il s'agit de la seule porte fortifiée qui subsiste dans la ville.
Des fouilles archéologiques ont été réalisées de septembre 2012 et jusqu'en 2015. Ces fouilles ont permis d'entamer en 2016 des travaux d'aménagement et de mise en valeur au niveau des deux tours. Un jardin dans les douves et un circuit touristique longeant les remparts et la tour Duchêne jusqu'au square Hyacinthe-Lorette et la croix de la Mission sont depuis en cours d'aménagement.

Vestiges des remparts
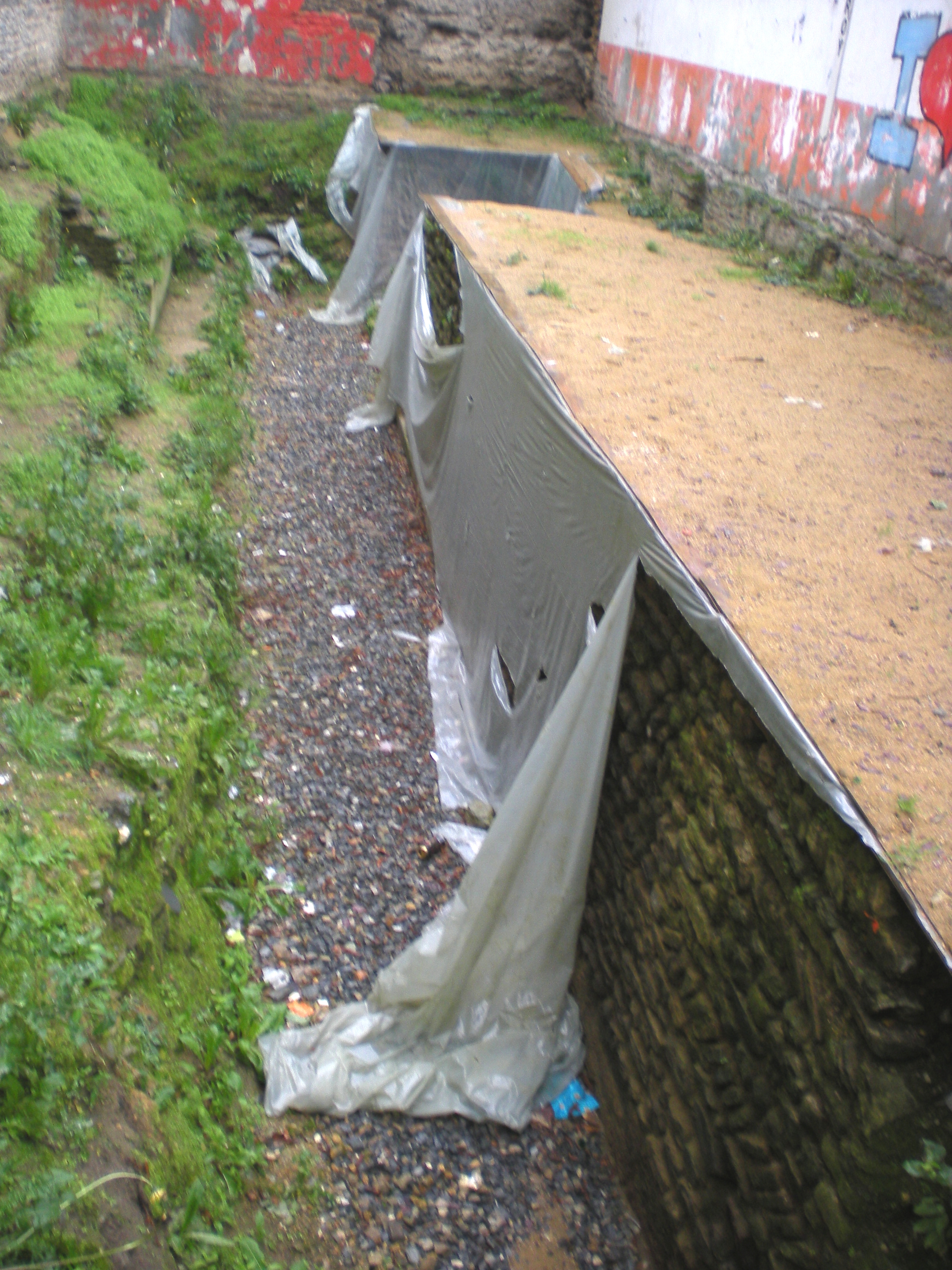
Rue de Juillet.
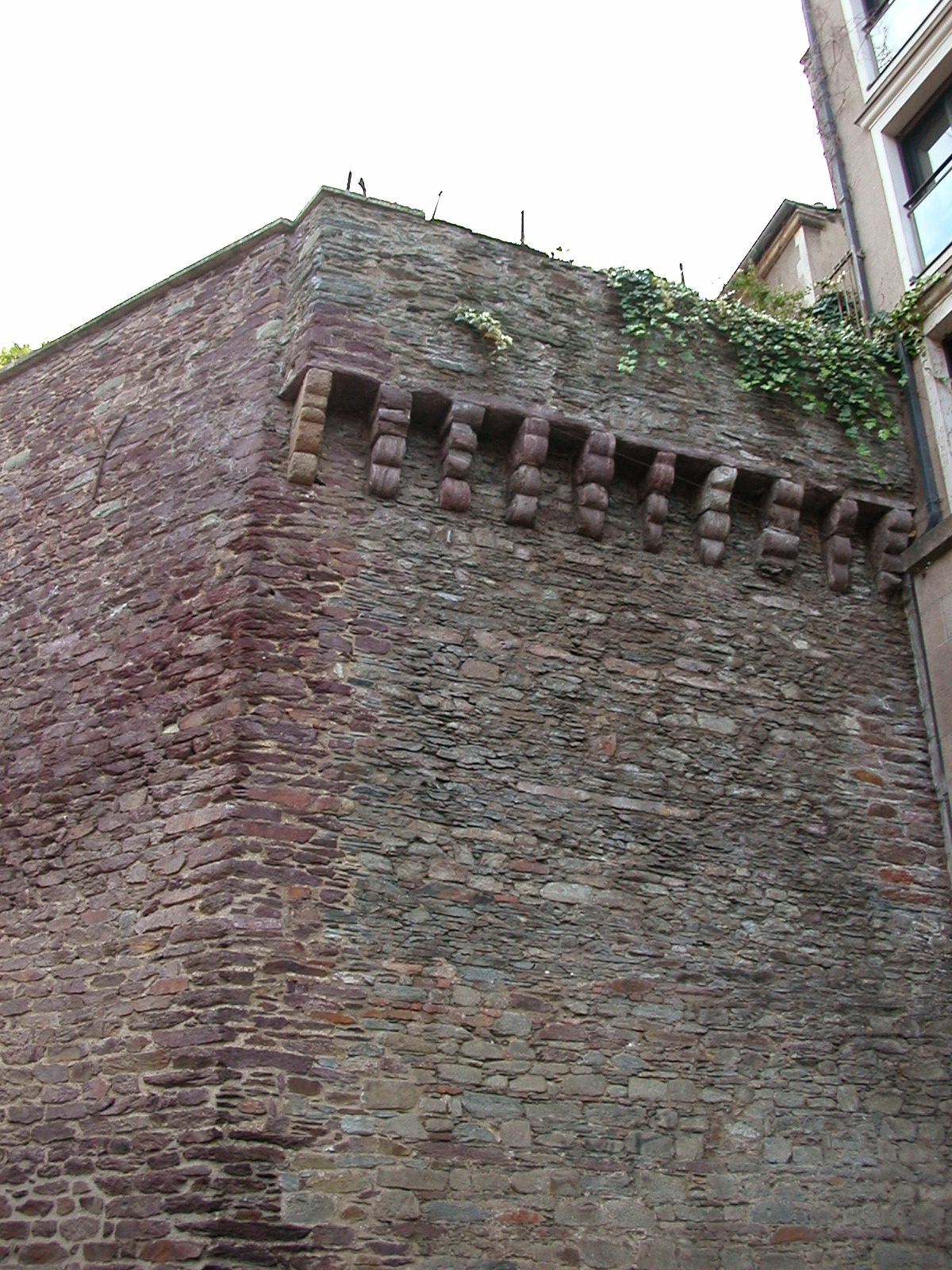
Place Rallier-du-Baty, côté ouest.
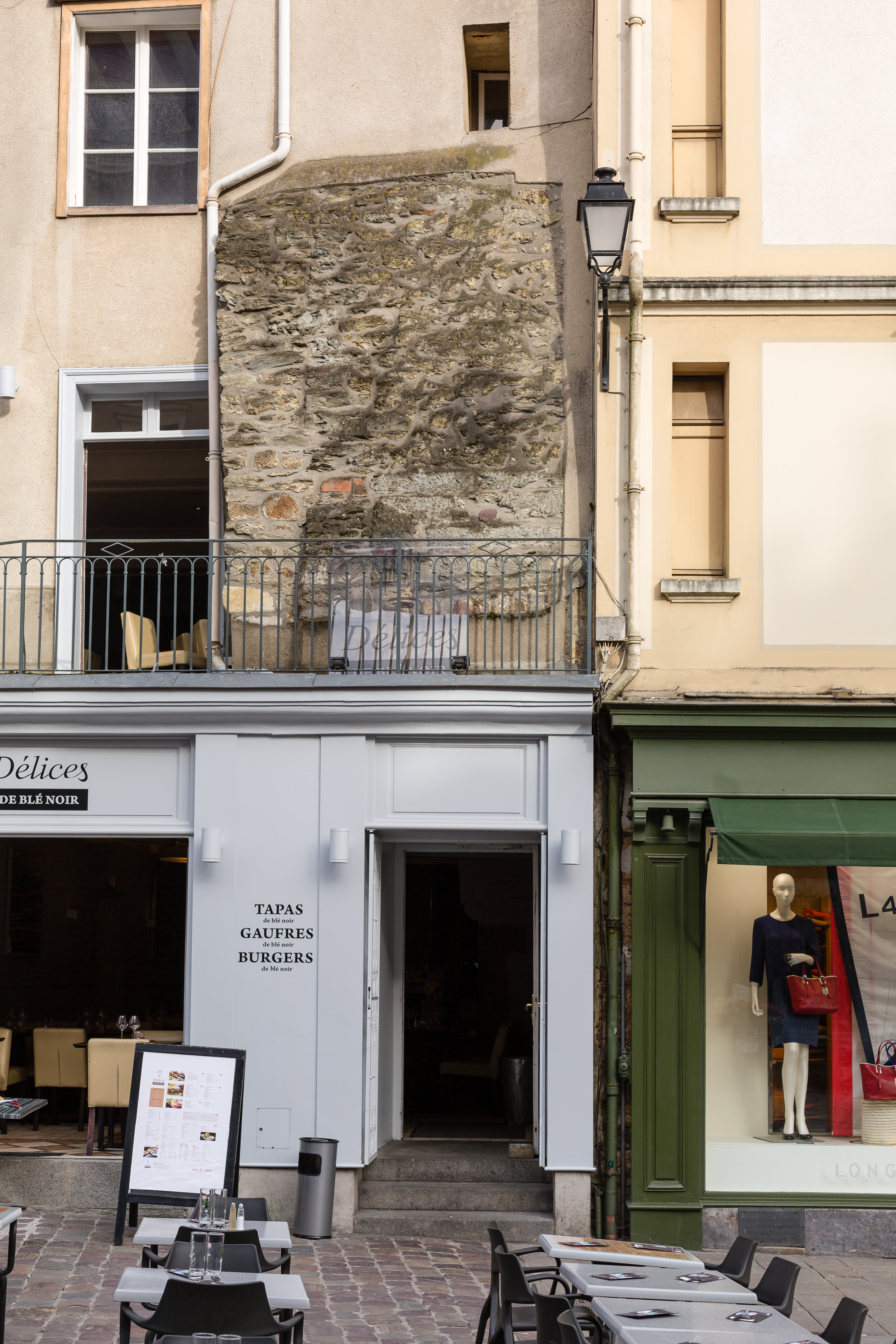
Place Rallier-du-Baty, côté est.